# ناحیه الکویف
ناحیه الکویف (به عربی: دائرة الکویف) یک ناحیه در الجزایر است که در استان تبسه واقع شده‌است.